# طيون رائع
الطيون الرائع (باللاتينية: Inula magnifica) نوع نباتي ينتمي إلى جنس الطيون من الفصيلة النجمية.

## الموئل والانتشار
ينتشر في شمال القوقاز من جورجيا إلى جنوب روسيا.